# Stevie Nicks
Stephanie Lynn "Stevie" Nicks (Phoenix (Arizona), 26 mei 1948) is een Amerikaanse zangeres.
In het midden van de jaren 70 werd Nicks een megaster als charismatische zangeres van de (voormalige) Engelse bluesformatie Fleetwood Mac, waar ze in 1974 als "package deal" werd aangenomen door Mick Fleetwood, daar waar het eigenlijk alleen om haar toenmalige levensgezel Lindsey Buckingham ging.
Nicks paste echter wonderwel in het nieuwe concept en ze zette samen met Buckingham de band weer op de kaart.

## Biografie
Nicks werd geboren in het Good Samaritan Hospital in Phoenix, Arizona als dochter van Jess en Barbara Nicks. Ze heeft één broer, Christopher Nicks. Vanwege de topfunctie die haar vader bekleedde bij het vervoersbedrijf Greyhound, verhuisde de familie regelmatig. Zo woonde Nicks naast haar geboorteplaats onder andere in Albuquerque, El Paso, Salt Lake City, Los Angeles en San Francisco.
Nicks leerde Buckingham kennen in 1968 op Menlo-Atherton High in Atherton, Californië. In die tijd zat Buckingham in een band genaamd Fritz samen met Jody Moreing (zangeres), Cal Roper (gitaar), Bob Aquirre (drum),en Javier Pacheco (keyboard). In de zomer van 1967, toen Jody en Cal de groep verlieten om te gaan studeren, werd Nicks gevraagd als zangeres met Brian Kane als vervangende gitarist. Tussen 1968 en 1970 boekte de band locale successen en stond in het voorprogramma van verschillende bekende muzikanten zoals Janis Joplin, Jimi Hendrix, en Creedence Clearwater Revival. In 1972 viel de band uit elkaar.        

### Buckingham-Nicks
Na de middelbare school studeerde Nicks aan de San José State University met speech communication als major en psychology als minor, maar ze maakte deze opleiding niet af. Ze verhuisde eind 1972 samen met Buckingham naar Los Angeles om een muzikale carrière na te streven. Als muzikaal duo namen ze verschillende demotapes op, waardoor ze uiteindelijk een contract bemachtigden bij Polydor. In 1973 dook het duo de studio in voor hun eerste plaat Buckingham Nicks. Een typische West Coast sound met verdienstelijk samenspel van zowel Nicks als Buckingham. Het album werd echter geen doorslaand succes, waardoor de platenmaatschappij het contract met hen verbrak. In de tijd daarna deed het duo allerlei werkzaamheden om de huur te betalen, zo werkte Nicks als serveerster en als schoonmaakster in het huis van Keith Olsen, een van de producenten van Buckingham Nicks. Uiteindelijk trokken de twee in bij Richard Dashut, de geluidstechnicus die ze hadden leren kennen tijdens de opname van hun eerste album. In deze periode had Lindsey geregeld "gigs" met de Everly Brothers en begon Nicks als songwriter, wat resulteerde in Rhiannon en Landslide.

### Fleetwood Mac
Eind 1974 speelde Keith Olsen het nummer "Frozen Love" van Buckingham Nicks voor Mick Fleetwood, de drummer van de band Fleetwood Mac. Dit zette deuren open voor een samenwerking met Fleetwood Mac na het vertrek van Bob Welch. Op 31 december 1974 nam Fleetwood contact op met Buckingham om hem uit te nodigen om zich aan te sluiten bij de band. Buckingham weigerde, en stond erop dat hij en Nicks een ''package deal'' waren. De band besloot dat het opnemen van Buckingham Nicks een verbetering zou zijn, gezien de Britse band dan een Anglo-Amerikaanse band zou worden. Het samenwerkingsverband met Fleetwood Mac kwam medio januari in 1975 tot stand. De eerste LP, simpelweg Fleetwood Mac genaamd, bevat nummers als Rhiannon (a story 'bout a Welsh witch) en Landslide. Nicks brak definitief door na het schrijven van Dreams. Dit van het album Rumours afkomstige nummer behaalde de eerste plaats in de Billboard Charts van Amerika. Ook op de opvolger Tusk wist ze enkele meesterwerken te produceren waaronder Sara, een nummer dat was opgedragen aan een van haar persoonlijke vriendinnen. Na de wereldtournee van 1979-1980 stortte ze in en raakte verslaafd aan cocaïne en alcohol. 
In de decennia daarop volgden tumultueuze periodes, waarin de band in verschillende samenstellingen albums uitbracht en op tournee ging. Ondanks haar vertrek in 1991, sloot Nicks in 1993 weer tijdelijk aan bij de band, die op verzoek van de Amerikaanse president Bill Clinton weer samenkwam om op te treden bij zijn eerste inaugurele bal. Nicks sloot zich in maart 1997 weer officieel aan bij de band voor de reünie van de Rumours-line-up. Stevie bezocht met Fleetwood Mac in het najaar van 2003 Europa (Engeland, Ierland en Duitsland). In het najaar van 2009 was er een uitgebreide tournee waarbij ze ook Rotterdam en Antwerpen aandeden.

### Solocarrière
In 1981 kwam haar eerste soloalbum uit, genaamd Bella Donna en dit album werd een wereldsucces. Een samenwerkingsverband met o.a. rocker Tom Petty en slidegitarist Waddy Wachtel (die ze nog kende uit de Buckingham-Nicks-periode), bracht één hit (Stop draggin' my heart around) en het duet Leather and lace met "Eagle" Don Henley. Met laatstgenoemde had ze ooit een korte relatie.
Na haar derde album liet ze zich vrijwillig opnemen in een Betty Ford kliniek om van haar drugsverslaving af te komen. In deze periode liep ook haar relatie met Jimmy Iovine spaak. Vervolgens raakte ze verslaafd aan slaapmedicatie, iets wat haar onbetrouwbaar en wispelturig maakte. Ze verscheen geregeld niet tijdens opnamesessies voor het album Tango in the Night.

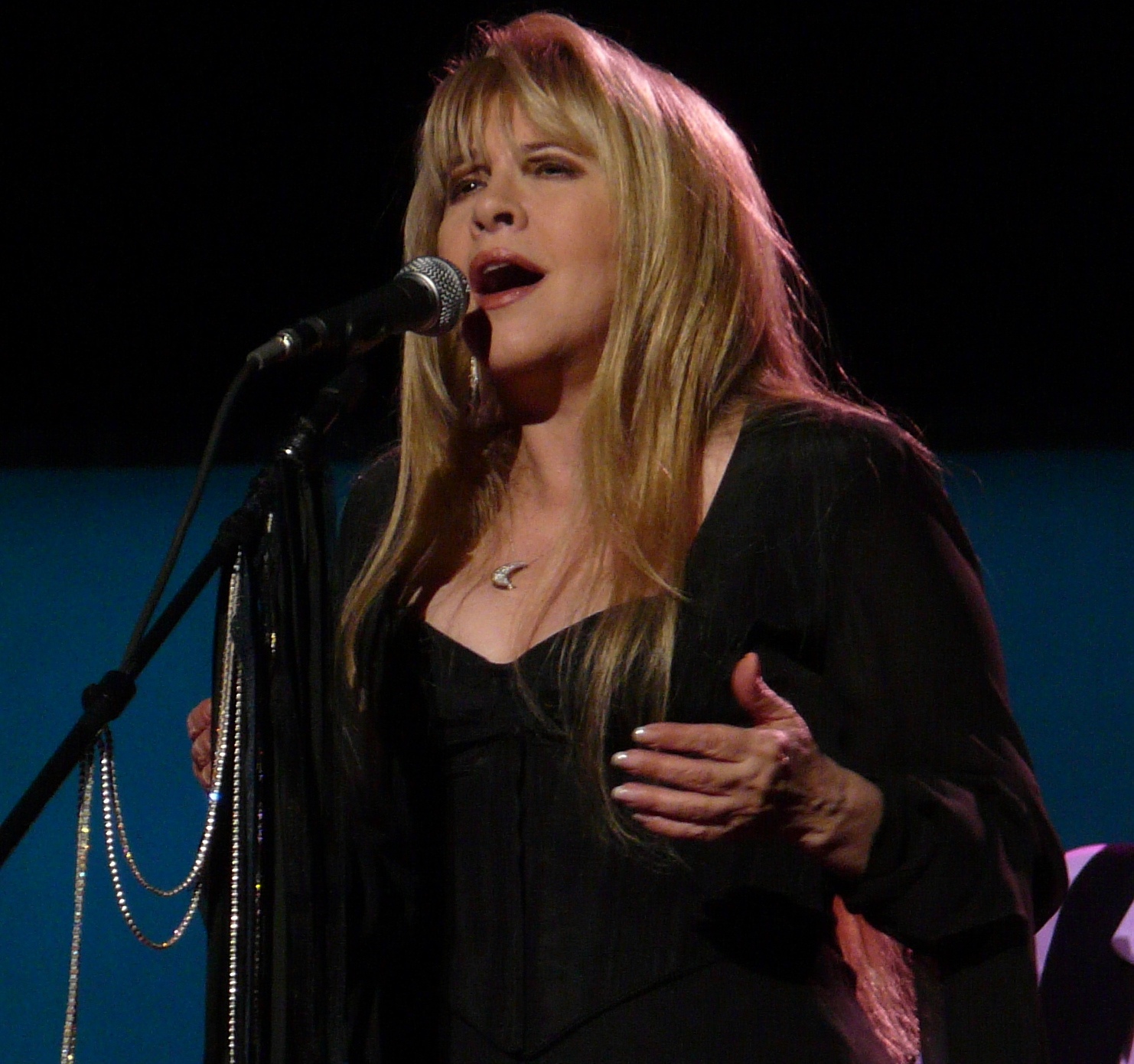
Stevie Nicks in 2009

Toen ze in 1997 haar comeback maakte was ze schoon van alles en leefde een teruggetrokken leven. Ze sprankelde weer als vanouds en zette een geweldige re-entrance neer op The dance. Haar karakteristieke werkwijze en manier van handelen wordt duidelijk in de documentaire Say you will waarbij ze een duidelijk aandeel neemt in alle beslissingen. Ze laat ook haar sociale gezicht zien.
Ze maakt nog geregeld soloalbums en is al jaren de meest succesvolle artiest uit de Fleetwood Mac-familie. Nicks is een voorbeeld voor rocksterren als Sheryl Crow en de Dixie Chicks. In 2005 bracht ze samen met Deep Dish een cover van haar eigen nummer Dreams uit.
In februari 2011 verscheen haar nieuwe single: 'Secret Love', als voorbode van het nieuwe album 'In Your Dreams' dat in mei 2011 is verschenen. Het nummer is de uiteindelijke versie van een outtake die al rond 1976 is opgenomen. Het album is grotendeels geproduceerd door Dave Stewart (Eurythmics).  
Van oktober 2016 tot november 2017 speelde Nicks haar zeventiende tour, genaamd de 24 Karat Gold Tour, door de Verenigde Staten, Canada, Verenigd Koninkrijk, Australië, en Nieuw-Zeeland. In oktober 2020 kwam de concertregistratie van deze tour, 24 Karat Gold: The Concert, uit op cd, LP, en vinyl.    
In november 2020 bracht Nicks samen met Miley Cyrus het nummer 'Edge of Midnight (Midnight Sky Remix)' uit. Het nummer is een combinatie van Nicks 'Edge of Seventeen' en Cyrus' 'Midnight Sky'.

### Multimedia
Nicks speelde een gastrol in het derde seizoen van American Horror Story: Coven als fictionele versie van zichzelf met bovennatuurlijke krachten, genaamd the white witch. In het achtste seizoen, American Horror Story: Apocalypse, keerde Nicks terug. In de show zingt ze enkele nummers, waaronder Rhiannon, "Has Anyone Ever Written Anything For You?", "Seven Wonders", en "Gypsy".
In mei 2020 maakte ze bekend tijdens de pandemie te werken aan een film rond haar beroemde lied Rhiannon. Na zich verdiept te hebben in de Welshe folklore achter de naam, schijnt ze de rechten te hebben gekocht van Evangeline Waltons bewerking van de Mabinogion-tetralogie. Later werd bekendgemaakt dat het concept een televisieminiserie zal worden, en dat deze inmiddels gekocht is door een productiebedrijf.

## Trivia
- Nicks is de enige vrouw die tweemaal is opgenomen in The Rock Hall of Fame; de eerste keer in 1998 samen met Fleetwood Mac en in 2019 als soloartiest[12]
- Sinds 3 maart 2023 draait de serie Daisy Jones & the Six, die losjes is gebaseerd op het leven van Nicks en Fleetwood Mac

## Discografie
Zie ook de discografie van Fleetwood Mac.

### Albums
| Album met eventuele hitnotering(en) in de Nederlandse Album Top 100 | Datum van verschijnen | Datum van binnenkomst | Hoogste positie | Aantal weken | Opmerkingen            |
| ------------------------------------------------------------------- | --------------------- | --------------------- | --------------- | ------------ | ---------------------- |
| Buckingham Nicks                                                    | 07-07-1973            | -                     |                 |              | met Lindsey Buckingham |
| Bella Donna                                                         | 1981                  | 15-08-1981            | 20              | 9            |                        |
| The Wild Heart                                                      | 1983                  | 02-07-1983            | 13              | 8            |                        |
| Rock a Little                                                       | 1985                  | 01-02-1986            | 48              | 5            |                        |
| The Other Side of the Mirror                                        | 1989                  | 17-06-1989            | 24              | 13           |                        |
| Time Space - The Best of Stevie Nicks                               | 1991                  | 21-09-1991            | 61              | 5            | Verzamelalbum          |
| In Your Dreams                                                      | 06-05-2011            | 07-05-2011            | 47              | 4            |                        |

| Album met hitnotering(en) in de Vlaamse Ultratop 200 albums | Datum van verschijnen | Datum van binnenkomst | Hoogste positie | Aantal weken | Opmerkingen |
| ----------------------------------------------------------- | --------------------- | --------------------- | --------------- | ------------ | ----------- |
| In Your Dreams                                              | 2011                  | 14-05-2011            | 90              | 1            |             |
| 24 Karat Gold - Songs from the Vault                        | 2014                  | 11-10-2014            | 116             | 4            |             |
| Stand Back                                                  | 2019                  | 04-05-2019            | 155             | 1            |             |

### Singles
| Single met eventuele hitnotering(en) in de Nederlandse Top 40 | Datum van verschijnen | Datum van binnenkomst | Hoogste positie | Aantal weken | Opmerkingen                                                  |
| ------------------------------------------------------------- | --------------------- | --------------------- | --------------- | ------------ | ------------------------------------------------------------ |
| Whenever I Call You "Friend"                                  | 1978                  | 30-09-1978            | 13              | 8            | met Kenny Loggins / #15 in de Single Top 100                 |
| Stop Draggin' My Heart Around                                 | 1981                  | 25-07-1981            | tip4            | -            | met Tom Petty & The Heartbreakers / #43 in de Single Top 100 |
| Stand Back                                                    | 1983                  | 16-07-1983            | 23              | 4            | #29 in de Single Top 100                                     |
| Rooms on Fire                                                 | 1989                  | 03-06-1989            | 15              | 6            | #20 in de Single Top 100                                     |
| I Can't Wait                                                  |                       |                       |                 |              |                                                              |
| 1-2-3                                                         | 1998                  | -                     |                 |              | met Kenny Loggins / #41 in de Single Top 100                 |
| Dreams                                                        | 2006                  | 13-05-2006            | 18              | 7            | met Deep Dish / #29 in de Single Top 100                     |

| Single met hitnotering(en) in de Vlaamse Ultratop 50 | Datum van verschijnen | Datum van binnenkomst | Hoogste positie | Aantal weken | Opmerkingen                                  |
| ---------------------------------------------------- | --------------------- | --------------------- | --------------- | ------------ | -------------------------------------------- |
| Rooms on Fire                                        | 1989                  | 08-07-1989            | 30              | 4            |                                              |
| Dreams                                               | 2006                  | 13-05-2016            | 42              | 6            | met Deep Dish                                |
| You Can't Fix This                                   | 2013                  | 16-03-2013            | tip47           | -            | met Dave Grohl, Taylor Hawkins & Rami Jaffee |
| Not Fade Away                                        | 2013                  | 21-09-2013            | tip70           | -            |                                              |
| The Dealer                                           | 2014                  | 06-07-2014            | tip72           | -            |                                              |
| Prove You Wrong                                      | 2019                  | 29-06-2019            | tip             | -            | met Sheryl Crow & Maren Morris               |
| Find Your Way Back Home                              | 2020                  | 13-06-2020            | tip             | -            | met Neil Finn & Christine McVie              |

### NPO Radio 2 Top 2000
| Nummers met noteringen in de NPO Radio 2 Top 2000 | '99  | '00  | '01  | '02  | '03-'20 | '21  | '22  | '23  | '24  |
| ------------------------------------------------- | ---- | ---- | ---- | ---- | ------- | ---- | ---- | ---- | ---- |
| Edge of Seventeen                                 | -    | -    | -    | -    | -       | 1938 | 1436 | 1542 | 1325 |
| Stand back                                        | -    | 1745 | -    | -    | -       | -    | -    | -    | -    |
| Whenever I Call You "Friend" (met Kenny Loggins)  | 1509 | 1583 | 1682 | 1919 | -       | -    | -    | -    | -    |

1. ↑  Een '-' betekent dat het nummer niet was genoteerd en een vetgedrukt getal geeft de hoogste notering van een nummer aan.